# Soisalo
La isla Soisalo es, con una superficie de 1.638 km², la isla más grande de Finlandia y la isla continental más grande de Europa.  Situada en Savonia del Norte (antigua provincia de Finlandia Oriental), está rodeada por los lagos Kallavesi, Suvasvesi, Kermajärvi, Ruokovesi, Haukivesi y Unnukka. Geográficamente, Soisalo, a pesar de estar rodeado de agua, no es una isla como tal, porque los lagos no están en el mismo nivel. La mayor diferencia entre los lagos es de 6 m. Sääminginsalo, una isla muy próxima de 1 069 km², está igualmente rodeada de lagos, pero que están en el mismo nivel. Sin embargo, Sääminginsalo está también en parte rodeada por un canal artificial, por lo que no puede ser considerada una verdadera isla tampoco. En tal caso, Fasta Åland, con 685 km², sería la isla más grande del país.